# Vestura albinotata
Vestura albinotata är en fjärilsart som beskrevs av Pieter Cornelius Tobias Snellen 1885. Vestura albinotata ingår i släktet Vestura och familjen nattflyn. Inga underarter finns listade i Catalogue of Life.